# Quattro amiche per sempre
Quattro amiche per sempre è un romanzo del 2011 di Ann Brashares, quinto ed ultimo della serie iniziata con il Quattro amiche e un paio di jeans.

## Trama
Carmen, Lena, Bridget e Tibby, protagoniste della tetralogia di Quattro amiche e un paio di jeans, tornano nel capitolo conclusivo della saga. Sulla soglia dei trent'anni, le quattro amiche hanno preso strade diverse: Carmen è un'attrice e sta per sposarsi, Lena insegna alla RISD e non ha mai dimenticato Kostos, Bridget convive con Eric e Tibby si è trasferita in Australia con Brian.
Proprio Tibby propone una rimpatriata nella casa dei nonni di Lena, in Grecia.
Lena, Carmen e Bridget arrivano, ma di Tibby non si hanno notizie. Dopo una notte di ipotesi e paure, scoprono l'orribile verità: Tibby è annegata.
Distrutte dal dolore, le quattro amiche si separano, divise da un dolore che non riescono a condividere. Portano con loro delle lettere che Tibby ha lasciato con una precisa data d'apertura. Sarà l'occasione per fare i conti con loro stesse: Lena riallaccia i rapporti con Kostos, Carmen si immerge nei preparativi delle nozze e Bridget inizia a girare senza meta, scoprendo di essere incinta. Proprio Bridget arriverà fino in Australia, scoprendo che Tibby aveva avuto una figlia da Brian, Bailey. Scopre così che Tibby aveva scoperto di essere malata terminale e che voleva rivedere le amiche per comunicare la notizia della morte imminente e del parto, ma era morta prima di incontrarle.
Alla fine del libro, si ritrovano tutte nella fattoria che Tibby aveva acquistato in Pennsylvania: Brian con la bambina, Bridget che si ricongiunge con Eric e gli dice della gravidanza, Lena finalmente fidanzata con Kostos e Carmen libera da un fidanzamento in cui nemmeno lei credeva. Tibby aveva predisposto tutto affinché ognuna avesse il proprio spazio nella fattoria.
Il libro si conclude con l'ultimo rituale dei Pantaloni Viaggianti e Carmen che afferma che, qualunque cosa accada, le Settembrine andranno avanti insieme.